# Mayské jazyky
Mayské jazyky jsou nevelkou středoamerickou jazykovou rodinou. Hovoří jí Mayové (ve skutečnosti se jedná o mnoho samostatných národů), žijící v Guatemale, Belize a v jihovýchodním Mexiku. Neexistuje univerzální mayština, pouze mnoho jazyků a dialektů. Z třiceti živých jazyků dnes dva překonávají hranici jednoho milionu mluvčích – jedná se o jazyky qʼeqchiʼ a kʼicheʼ.

## Rozšíření

Mapa všech 30 recentních mayských jazyků

Jazyky jsou rozšířeny ve třech středoamerických zemích – v Mexiku, Guatemale a Belize.
V Mexiku pokrývají část jihovýchodu země ležící na území federativních států Chiapas, Tabasco, Campeche, Yucatán a Quintana Roo. Huastéčtina, nacházející se poněkud stranou zbylých jazyků, je pak rozšířena ve státech Veracruz a Tamaulipas ležících na severovýchodě Mexika. 
V Guatemale jsou rozšířeny po celém území vyjma pobřeží Tichého oceánu, hranic s Hondurasem a severu provincie Petén. V Belize jsou zastoupeny pouze třemi jazyky – mopanštinou a jazykem qʼeqchi, používanými na jihu státu, a yukatéčtinou, používanou na severu.

## Dělení
Mayská jazyková rodina se dělí na tyto skupiny:
- huastécká – jediný jazyk, huastéčtina
- yucatécká – 4 jazyky (yukatéčtina, itza, lacandonština, mopanština)
- cholsko-tzeltalská – 5 jazyků (chontalština, cholština, chortijština, tzeltalština, tzotzilština)
- qanjobalsko-chujská – 6 jazyků (chuj, tojolabalština, kanjobalština, akatec, jakaltec, mocho)
- kichejsko-mamská
  - mamská – 4 jazyky (např. mam)
  - kichejská – 10 jazyků (např. kʼicheʼ, cakchiquel, qʼeqchiʼ)